# Reserva Natural do Estuário do Sado

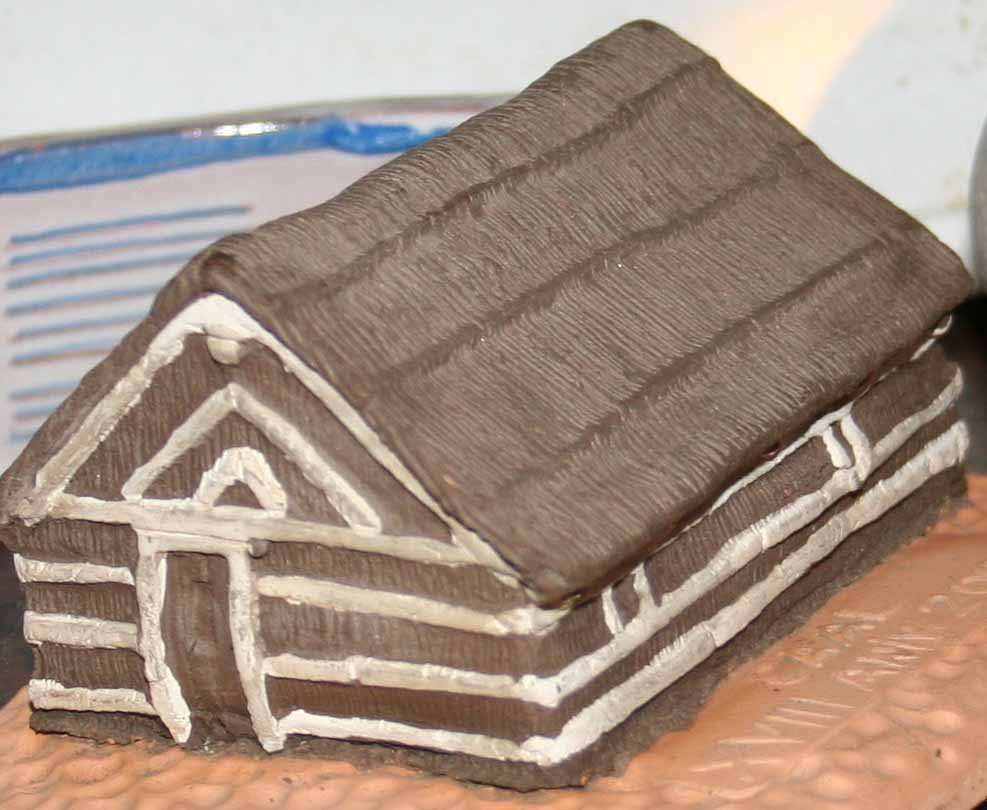
Model einer traditionellen Fischerhütte (Carrasqueira) im Bereich des Naturschutzgebiets

Das Reserva Natural do Estuário do Sado (deutsch Naturreservat Sado-Mündung) liegt im Süden Portugals und erstreckt sich entlang des Flussdeltas des Sado zwischen den Orten Alcácer do Sal, Comporta und Setúbal entlang der Halbinsel Tróia auf einer Fläche von 23.160 ha, wovon ca. 9500 ha Feuchtuferzonen sind, die als Salinen genutzt werden.
Das Reservat ist ein Rückzugsgebiet für seltene Vogel- und Fischarten und an den Ufern des Sadodeltas befindet sich eine einzigartige Dünen- und Wattlandschaft des Biotops von CORINE, welches sich in der Umgebung des Ortes Comporta befindet.
Catrin George Ponciano zweiter Kriminalroman („Rache im Alentejo“, 2022 erschienen) spielt hier.

## Flora
In dem Ufergebiet des Naturreservats und auf der Dünen-Halbinsel von Troía befinden sich seltene Pflanzen, die es teilweise nur noch an diesem Ort in Portugal gibt (Endemite). Hier wachsen u. a. Besenginster (Cytisus scoparius), Roter Fingerhut (Digitalis purpurea), Iris (Íris psedochorus), Jesus-Christwurz (Pteridum aquilinum), Krähenbeeren (Corema album) und Liebesgrün (Armeria pungens), wilder Thymian (Thimus capitellatus), Schafgarben (Santolina impressa), Stranddistel (Eryngium maritimum), Löwenmaul (Antirrhinum majus) u. a.

## Fauna
Im Reserva Natural do Estuário do Sado (R.N.E.S.) gibt es 261 Arten von Wirbeltieren. Davon sind 211 Arten Vögel, 31 Säugetiere, 11 Reptilien und Wassertiere. Außerdem ist die geschützte Sado-Mündung im Naturreservat ein regelrechtes „Aufzuchtbecken“ für Fische wie beispielsweise den lusitanischen Krötenfisch (Halobatrachus didactylus), die Zweibinden-Brasse (Diplodus vulgaris), die Goldmeeräsche (Liza aurata), den Marmorrochen (Raja undulata), Seezungen (Solea senegalensis) sowie seltene Süßwasserdelphine.

## Architektur im Naturschutzgebiet
Die folgenden Bauwerke sind im Rahmen des Naturreservats geschützt:
- Historische Fischerhütten, die sich im Bereich Herdade do Pinheiro und Comporta/Carrasqueira befinden
- Römische Ruinen in der Herdades do Zambujal und Herdade do Pinheiro (aus dem 1. bis 4. Jahrhundert nach Christus) sowie der römischen Siedlung Cetóbriga auf Tróia
- Gezeitenmühle in der Herdade da Mourisca
- Fischereigebäude in Carrasqueira – mit den typischen Fischerhütten